# Moon Geun-young
Moon Geun-young (문근영?, 文瑾瑩?, Mun Geun-yeongLR, Mun KŭnyŏngMR; Gwangju, 6 maggio 1987) è un'attrice sudcoreana.

## Filmografia parziale
- Ga-eul donghwa (가을동화) – serial TV (2000)
- Yeon-ae soseol (연애소설), regia di Lee Han (2002)
- Two Sisters (장화·홍련), regia di Kim Ji-woon (2003)
- Eorin sinbu (어린 신부), regia di Kim Ho-jun (2004)
- Dance-ui sunjeong (댄서의 순정), regia di Park Young-hoon (2005)
- Sarangtta-winpir-yo-eobs-eo (사랑따윈 필요 없어), regia di Lee Cheol-ha (2006)
- Baram-ui hwa-won – serial TV (2008)
- Cinderella eonni – serial TV (2010)
- Maerineun oebakjung – serial TV (2010)
- Bur-ui yeosin Jeong-i – serial TV (2013)
- Ma-eul - Achi-ara-ui bimil (마을-아치아라의 비밀) – serial TV (2015)
- Entourage (안투라지?, AnturajiLR) – serial TV, episodio 12 (2016)
- Yurijeong-won (유리정원?), regia di Shin Su-won (2017)